# Primera División de España 1993-94
La temporada 1993-94 de la Primera División de España de fútbol corresponde a la 63.ª edición de este campeonato. Se disputó del 4 de septiembre de 1993 al 15 de mayo de 1994.
El F. C. Barcelona logró su decimocuarta liga. Los catalanes, por primera vez en su historia, encadenaron cuatro títulos consecutivos.

## Clubes participantes
Tomaron parte en el torneo veinte clubes, destacando el regreso de la UE Lleida, 53 años después de su primera y única temporada en la máxima categoría.
| Equipo                              | Ciudad                 | Estadio                   |
| ----------------------------------- | ---------------------- | ------------------------- |
| Albacete Balompié                   | Albacete               | Carlos Belmonte           |
| Athletic Club                       | Bilbao                 | San Mamés                 |
| Club Atlético de Madrid             | Madrid                 | Vicente Calderón          |
| Fútbol Club Barcelona               | Barcelona              | Camp Nou                  |
| Real Club Celta de Vigo             | Vigo                   | Balaídos                  |
| Real Club Deportivo de La Coruña    | La Coruña              | Riazor                    |
| Unió Esportiva Lleida               | Lérida                 | Camp d'Esports            |
| Club Deportivo Logroñés             | Logroño                | Las Gaunas                |
| Club Atlético Osasuna               | Pamplona               | El Sadar                  |
| Real Oviedo Club de Fútbol          | Oviedo                 | Carlos Tartiere           |
| Real Racing Club de Santander       | Santander              | El Sardinero              |
| Agrupación Deportiva Rayo Vallecano | Madrid                 | Vallecas                  |
| Real Madrid Club de Fútbol          | Madrid                 | Santiago Bernabeu         |
| Real Sociedad de Fútbol             | San Sebastián          | Anoeta                    |
| Sevilla Fútbol Club                 | Sevilla                | Ramón Sánchez Pizjuán     |
| Real Sporting de Gijón              | Gijón                  | El Molinón                |
| Club Deportivo Tenerife             | Santa Cruz de Tenerife | Heliodoro Rodríguez López |
| Valencia Club de Fútbol             | Valencia               | Mestalla                  |
| Real Valladolid                     | Valladolid             | José Zorrilla             |
| Real Zaragoza Club Deportivo        | Zaragoza               | La Romareda               |

## Sistema de competición
La Primera División de España 1993/94 fue organizada por la Liga Nacional de Fútbol Profesional (LFP).
Como en temporadas precedentes, constaba de un grupo único integrado por veinte clubes de toda la geografía española. Siguiendo un sistema de liga, los veinte equipos se enfrentaron todos contra todos en dos ocasiones -una en campo propio y otra en campo contrario- sumando un total de 38 jornadas. El orden de los encuentros se decidió por sorteo antes de empezar la competición.
La clasificación final se estableció con arreglo a los puntos obtenidos en cada enfrentamiento, a razón de dos por partido ganado, uno por empatado y ninguno en caso de derrota.

### Efectos de la clasificación
El equipo que más puntos sumó al final del campeonato fue proclamado campeón de liga y obtuvo el derecho automático a participar en la siguiente edición de la Liga de Campeones de la UEFA.
Los clasificados entre la segunda y cuarta posición obtuvieron una plaza en la próxima edición Copa de la UEFA. Adicionalmente, podía acceder a dicha competición el quinto clasificado, si se diese la circunstancia que el campeón de la Copa del Rey -que participa en la siguiente Recopa de Europa- hubiese finalizado la liga entre el segundo y cuarto puesto.
Por su parte, los dos últimos clasificados de la Primera División 1993/94 descendieron a Segunda División, siendo reemplazados la próxima temporada por el campeón y el subcampeón de dicha categoría. Por su parte, los clasificados en los puestos 17.º y 18.º disputaron una promoción de permanencia con el tercer y cuarto clasificado de Segunda.

### Novedades reglamentarias
A partir de esta temporada se amplía la suspensión por acumulación de amonestaciones, de modo que se sanciona con un partido de suspensión a los futbolistas que acumulen cinco tarjetas amarillas a lo largo del campeonato, y no cuatro, como en temporadas precedentes. Sin embargo, la expulsión por doble amonestación en un partido pasa a sancionarse con la suspensión del jugador para la siguiente jornada. El mismo castigo recibe el jugador expulsado de un encuentro con tarjeta roja directa.

## Clasificación

### Clasificación final
| Pos. | Equipo              | Pts. | PJ | G  | E  | P  | GF | GC | Dif. | Clasificación 1994-95                          |
| ---- | ------------------- | ---- | -- | -- | -- | -- | -- | -- | ---- | ---------------------------------------------- |
| 1    | Barcelona (C)       | 56   | 38 | 25 | 6  | 7  | 91 | 42 | +49  | Fase de grupos de la Liga de Campeones         |
| 2    | Deportivo La Coruña | 56   | 38 | 22 | 12 | 4  | 54 | 18 | +36  | Treintaidosavos de final de la Copa de la UEFA |
| 3    | Real Zaragoza       | 46   | 38 | 19 | 8  | 11 | 71 | 47 | +24  | Dieciseisavos de final de la Recopa de Europa  |
| 4    | Real Madrid         | 45   | 38 | 19 | 7  | 12 | 61 | 50 | +11  | Treintaidosavos de final de la Copa de la UEFA |
| 5    | Athletic Club       | 43   | 38 | 16 | 11 | 11 | 61 | 47 | +14  | Treintaidosavos de final de la Copa de la UEFA |
| 6    | Sevilla             | 42   | 38 | 15 | 12 | 11 | 56 | 42 | +14  |                                                |
| 7    | Valencia            | 40   | 38 | 14 | 12 | 12 | 55 | 50 | +5   |                                                |
| 8    | Racing de Santander | 38   | 38 | 15 | 8  | 15 | 44 | 42 | +2   |                                                |
| 9    | Real Oviedo         | 37   | 38 | 12 | 13 | 13 | 43 | 49 | −6   |                                                |
| 10   | Tenerife            | 36   | 38 | 15 | 6  | 17 | 50 | 57 | −7   |                                                |
| 11   | Real Sociedad       | 36   | 38 | 12 | 12 | 14 | 39 | 47 | −8   |                                                |
| 12   | Atlético de Madrid  | 35   | 38 | 13 | 9  | 16 | 54 | 54 | 0    |                                                |
| 13   | Albacete            | 35   | 38 | 10 | 15 | 13 | 49 | 58 | −9   |                                                |
| 14   | Sporting de Gijón   | 35   | 38 | 15 | 5  | 18 | 42 | 57 | −15  |                                                |
| 15   | Celta de Vigo       | 33   | 38 | 11 | 11 | 16 | 41 | 51 | −10  |                                                |
| 16   | Logroñés            | 33   | 38 | 9  | 15 | 14 | 47 | 58 | −11  |                                                |
| 17   | Rayo Vallecano (D)  | 31   | 38 | 9  | 13 | 16 | 40 | 58 | −18  | Promoción por la permanencia                   |
| 18   | Real Valladolid     | 30   | 38 | 8  | 14 | 16 | 28 | 51 | −23  | Promoción por la permanencia                   |
| 19   | Lleida (D)          | 27   | 38 | 7  | 13 | 18 | 29 | 48 | −19  | Descenso de categoría                          |
| 20   | Osasuna (D)         | 26   | 38 | 8  | 10 | 20 | 34 | 63 | −29  | Descenso de categoría                          |

 Fuente: BDFutbol

### Promoción
| Ida:           |     |               |
| Rayo Vallecano | 1-1 | SD Compostela |
| CD Toledo      | 1-0 | Valladolid    |

| Vuelta:        |     |                |            |
| SD Compostela  | 0-0 | Rayo Vallecano | Global:1-1 |
| Valladolid     | 4-0 | CD Toledo      | Global:4-1 |
| Desempate:     |     |                |            |
| En Oviedo      |     |                |            |
| Rayo Vallecano | 1-3 | SD Compostela  |            |

### Evolución de la clasificación
| Equipo / Jornada | 1  | 2  | 3  | 4  | 5  | 6  | 7  | 8  | 9  | 10 | 11 | 12 | 13 | 14 | 15 | 16 | 17 | 18 | 19 | 20 | 21 | 22 | 23 | 24 | 25 | 26 | 27 | 28 | 29 | 30 | 31 | 32 | 33 | 34 | 35 | 36 | 37 | 38 |
| Equipo / Jornada |    |    |    |    |    |    |    |    |    |    |    |    |    |    |    |    |    |    |    |    |    |    |    |    |    |    |    |    |    |    |    |    |    |    |    |    |    |    |
| ---------------- | -- | -- | -- | -- | -- | -- | -- | -- | -- | -- | -- | -- | -- | -- | -- | -- | -- | -- | -- | -- | -- | -- | -- | -- | -- | -- | -- | -- | -- | -- | -- | -- | -- | -- | -- | -- | -- | -- |
| Barcelona        | 3  | 4  | 5  | 3  | 2  | 1  | 1  | 1  | 4  | 2  | 2  | 3  | 1  | 2  | 2  | 2  | 2  | 2  | 2  | 2  | 2  | 2  | 3  | 3  | 3  | 2  | 2  | 2  | 2  | 2  | 2  | 2  | 2  | 2  | 2  | 2  | 2  | 1  |
| Deportivo        | 10 | 5  | 1  | 4  | 8  | 6  | 4  | 5  | 3  | 3  | 5  | 2  | 2  | 1  | 1  | 1  | 1  | 1  | 1  | 1  | 1  | 1  | 1  | 1  | 1  | 1  | 1  | 1  | 1  | 1  | 1  | 1  | 1  | 1  | 1  | 1  | 1  | 2  |
| Zaragoza         | 12 | 14 | 13 | 18 | 17 | 17 | 17 | 18 | 18 | 15 | 17 | 15 | 14 | 13 | 11 | 11 | 12 | 12 | 13 | 10 | 6  | 10 | 7  | 6  | 5  | 4  | 5  | 4  | 4  | 4  | 4  | 4  | 4  | 4  | 4  | 4  | 4  | 3  |
| Real Madrid      | 1  | 8  | 15 | 17 | 15 | 13 | 14 | 9  | 7  | 6  | 3  | 4  | 6  | 3  | 4  | 5  | 5  | 5  | 4  | 4  | 4  | 4  | 2  | 2  | 2  | 3  | 3  | 3  | 3  | 3  | 3  | 3  | 3  | 3  | 3  | 3  | 3  | 4  |
| Athletic Club    | 2  | 1  | 3  | 2  | 1  | 3  | 5  | 6  | 6  | 5  | 4  | 5  | 3  | 5  | 5  | 3  | 4  | 3  | 5  | 5  | 5  | 5  | 4  | 4  | 4  | 5  | 4  | 5  | 5  | 5  | 5  | 6  | 6  | 6  | 6  | 6  | 6  | 5  |
| Sevilla          | 5  | 7  | 7  | 6  | 4  | 4  | 6  | 4  | 2  | 1  | 1  | 1  | 5  | 7  | 6  | 8  | 6  | 6  | 6  | 8  | 7  | 8  | 11 | 8  | 6  | 6  | 6  | 6  | 6  | 6  | 6  | 5  | 5  | 5  | 5  | 5  | 5  | 6  |
| Valencia         | 4  | 3  | 2  | 1  | 3  | 2  | 2  | 2  | 1  | 4  | 6  | 6  | 4  | 6  | 7  | 9  | 9  | 10 | 11 | 12 | 14 | 13 | 14 | 13 | 13 | 12 | 12 | 12 | 9  | 10 | 10 | 10 | 8  | 7  | 7  | 7  | 7  | 7  |
| Racing           | 6  | 2  | 9  | 7  | 5  | 8  | 7  | 8  | 9  | 11 | 9  | 9  | 8  | 9  | 10 | 12 | 11 | 8  | 8  | 9  | 9  | 11 | 8  | 7  | 8  | 11 | 8  | 11 | 10 | 12 | 9  | 8  | 9  | 10 | 8  | 8  | 9  | 8  |
| Oviedo           | 20 | 18 | 17 | 15 | 16 | 18 | 18 | 19 | 15 | 17 | 15 | 16 | 16 | 15 | 14 | 13 | 13 | 13 | 10 | 11 | 10 | 9  | 12 | 12 | 12 | 13 | 13 | 13 | 13 | 13 | 14 | 13 | 11 | 9  | 9  | 9  | 8  | 9  |
| Tenerife         | 7  | 10 | 6  | 10 | 10 | 7  | 8  | 12 | 11 | 9  | 10 | 11 | 10 | 12 | 13 | 15 | 15 | 15 | 14 | 14 | 13 | 12 | 10 | 11 | 9  | 9  | 7  | 8  | 7  | 8  | 8  | 9  | 10 | 11 | 12 | 12 | 10 | 10 |
| R. Sociedad      | 19 | 16 | 12 | 8  | 7  | 5  | 3  | 3  | 5  | 8  | 11 | 10 | 9  | 8  | 9  | 7  | 8  | 9  | 9  | 7  | 11 | 7  | 6  | 10 | 11 | 10 | 11 | 9  | 11 | 11 | 12 | 12 | 13 | 13 | 13 | 13 | 11 | 11 |
| At. Madrid       | 8  | 6  | 4  | 5  | 6  | 9  | 10 | 10 | 8  | 10 | 8  | 8  | 11 | 10 | 12 | 10 | 10 | 11 | 12 | 13 | 12 | 14 | 13 | 14 | 14 | 15 | 16 | 17 | 17 | 15 | 15 | 15 | 17 | 15 | 16 | 14 | 14 | 12 |
| Albacete         | 17 | 17 | 16 | 12 | 14 | 14 | 15 | 14 | 13 | 13 | 12 | 12 | 12 | 11 | 8  | 6  | 7  | 7  | 7  | 6  | 8  | 6  | 9  | 9  | 10 | 8  | 9  | 7  | 8  | 7  | 7  | 7  | 7  | 8  | 11 | 11 | 13 | 13 |
| Sporting         | 9  | 13 | 10 | 9  | 12 | 15 | 16 | 11 | 10 | 7  | 7  | 7  | 7  | 4  | 3  | 4  | 3  | 4  | 3  | 3  | 3  | 3  | 5  | 5  | 7  | 7  | 10 | 10 | 12 | 9  | 11 | 11 | 12 | 12 | 10 | 10 | 12 | 14 |
| Celta            | 11 | 12 | 14 | 14 | 13 | 11 | 11 | 7  | 12 | 12 | 13 | 14 | 13 | 14 | 16 | 17 | 17 | 14 | 16 | 17 | 17 | 15 | 16 | 15 | 15 | 14 | 14 | 15 | 16 | 16 | 17 | 17 | 15 | 14 | 15 | 16 | 15 | 15 |
| Logroñés         | 13 | 20 | 20 | 16 | 18 | 16 | 12 | 15 | 16 | 19 | 16 | 17 | 17 | 16 | 17 | 16 | 16 | 17 | 17 | 16 | 15 | 16 | 15 | 16 | 16 | 17 | 17 | 14 | 15 | 17 | 16 | 16 | 14 | 16 | 14 | 15 | 16 | 16 |
| Rayo V.          | 14 | 11 | 8  | 11 | 9  | 10 | 9  | 13 | 14 | 16 | 14 | 13 | 15 | 17 | 15 | 14 | 14 | 16 | 15 | 15 | 16 | 17 | 17 | 17 | 17 | 16 | 15 | 16 | 14 | 14 | 13 | 14 | 16 | 17 | 17 | 17 | 17 | 17 |
| Valladolid       | 15 | 9  | 11 | 13 | 11 | 12 | 13 | 16 | 17 | 18 | 19 | 19 | 19 | 19 | 19 | 19 | 19 | 18 | 18 | 18 | 18 | 18 | 18 | 18 | 18 | 19 | 19 | 18 | 19 | 18 | 18 | 19 | 18 | 19 | 18 | 18 | 18 | 18 |
| Lleida           | 16 | 19 | 19 | 20 | 19 | 19 | 20 | 20 | 20 | 20 | 20 | 20 | 20 | 20 | 20 | 20 | 20 | 20 | 19 | 19 | 20 | 19 | 20 | 19 | 19 | 18 | 18 | 19 | 18 | 19 | 19 | 18 | 19 | 18 | 19 | 19 | 19 | 19 |
| Osasuna          | 18 | 15 | 18 | 19 | 20 | 20 | 19 | 17 | 19 | 14 | 18 | 18 | 18 | 18 | 18 | 18 | 18 | 19 | 20 | 20 | 19 | 20 | 19 | 20 | 20 | 20 | 20 | 20 | 20 | 20 | 20 | 20 | 20 | 20 | 20 | 20 | 20 | 20 |

## Resultados
| Local \ Visitante         | ALB | ATH | ATM | BAR | CEL | DEP | LLE | LOG | OSA | OVI | RAC | RAY | RMA | RSO | SEV | SPO | TEN | VAL | VLD | ZAR |
| ------------------------- | --- | --- | --- | --- | --- | --- | --- | --- | --- | --- | --- | --- | --- | --- | --- | --- | --- | --- | --- | --- |
| Albacete Balompié         | —   | 1–0 | 2–2 | 0–0 | 0–4 | 0–0 | 2–1 | 2–2 | 2–1 | 5–0 | 3–0 | 1–1 | 1–4 | 1–1 | 2–2 | 3–1 | 2–3 | 3–1 | 1–1 | 2–1 |
| Athletic Club             | 4–1 | —   | 3–2 | 0–0 | 2–1 | 3–1 | 4–0 | 0–0 | 1–2 | 1–1 | 1–2 | 0–0 | 2–1 | 0–0 | 1–1 | 7–0 | 3–2 | 2–1 | 3–0 | 2–1 |
| Atlético de Madrid        | 0–0 | 4–2 | —   | 4–3 | 3–2 | 0–1 | 0–0 | 1–0 | 3–0 | 0–3 | 4–0 | 2–0 | 0–0 | 1–2 | 2–4 | 2–0 | 2–0 | 2–0 | 2–0 | 0–4 |
| F. C. Barcelona           | 2–1 | 2–3 | 5–3 | —   | 1–0 | 3–0 | 0–1 | 2–2 | 8–1 | 1–0 | 2–1 | 1–0 | 5–0 | 3–0 | 5–2 | 4–0 | 2–1 | 3–1 | 3–0 | 4–1 |
| R. C. Celta de Vigo       | 1–4 | 1–1 | 3–2 | 0–4 | —   | 0–0 | 1–0 | 2–0 | 4–0 | 1–1 | 0–0 | 0–0 | 3–2 | 3–2 | 2–1 | 0–2 | 1–0 | 1–2 | 1–2 | 1–0 |
| R. C. Deportivo La Coruña | 5–1 | 4–1 | 2–1 | 1–0 | 0–0 | —   | 2–0 | 3–0 | 3–1 | 4–0 | 1–0 | 0–0 | 4–0 | 0–1 | 2–0 | 2–1 | 2–0 | 0–0 | 0–0 | 1–1 |
| U. E. Lleida              | 0–1 | 1–2 | 0–1 | 1–2 | 0–0 | 0–0 | —   | 1–1 | 1–2 | 1–1 | 0–0 | 0–1 | 2–1 | 1–0 | 0–3 | 1–1 | 1–1 | 1–1 | 1–0 | 0–1 |
| C. D. Logroñés            | 2–2 | 4–2 | 1–0 | 0–0 | 1–1 | 0–2 | 2–1 | —   | 3–2 | 2–2 | 0–1 | 1–1 | 3–4 | 2–0 | 1–1 | 1–2 | 1–2 | 2–0 | 0–0 | 2–2 |
| C. A. Osasuna             | 3–1 | 0–0 | 0–1 | 2–3 | 0–1 | 0–0 | 1–0 | 1–3 | —   | 2–0 | 0–0 | 1–1 | 1–4 | 0–2 | 0–0 | 3–0 | 1–0 | 3–3 | 2–0 | 0–0 |
| Real Oviedo C. F.         | 1–1 | 3–0 | 1–1 | 1–3 | 1–0 | 2–5 | 0–0 | 1–2 | 1–0 | —   | 3–0 | 5–0 | 0–1 | 2–1 | 0–2 | 0–1 | 1–0 | 0–3 | 1–0 | 2–1 |
| Racing de Santander       | 1–1 | 2–2 | 2–0 | 1–1 | 2–1 | 0–1 | 2–1 | 0–0 | 3–1 | 1–2 | —   | 1–0 | 1–3 | 4–1 | 1–0 | 2–0 | 1–0 | 0–1 | 5–1 | 2–0 |
| A. D. Rayo Vallecano      | 0–0 | 1–2 | 2–1 | 2–4 | 1–1 | 0–0 | 1–2 | 3–1 | 1–0 | 0–0 | 1–1 | —   | 0–2 | 4–1 | 2–1 | 2–1 | 4–3 | 1–1 | 0–1 | 1–2 |
| Real Madrid C. F.         | 2–0 | 2–1 | 1–0 | 0–1 | 2–1 | 2–0 | 5–0 | 2–1 | 0–0 | 0–1 | 2–1 | 5–2 | —   | 0–2 | 0–0 | 2–2 | 1–1 | 3–2 | 1–3 | 3–2 |
| Real Sociedad             | 1–1 | 0–0 | 2–1 | 2–1 | 2–1 | 0–1 | 1–3 | 2–2 | 1–0 | 2–2 | 2–0 | 1–1 | 2–0 | —   | 0–0 | 0–1 | 2–1 | 0–0 | 1–0 | 2–2 |
| Sevilla F. C.             | 2–0 | 1–3 | 2–1 | 0–0 | 4–1 | 0–0 | 2–1 | 4–1 | 1–1 | 2–0 | 2–1 | 3–1 | 0–1 | 1–0 | —   | 1–2 | 4–0 | 0–1 | 3–3 | 0–1 |
| Sporting de Gijón         | 1–0 | 0–1 | 1–1 | 2–0 | 2–1 | 0–2 | 1–1 | 1–2 | 7–1 | 0–0 | 0–2 | 2–0 | 2–1 | 3–2 | 0–1 | —   | 1–2 | 2–0 | 2–0 | 0–3 |
| C. D. Tenerife            | 2–1 | 2–1 | 1–1 | 2–3 | 0–0 | 0–1 | 1–0 | 2–0 | 1–0 | 2–2 | 1–0 | 3–1 | 0–0 | 2–1 | 2–1 | 3–0 | —   | 1–0 | 0–2 | 5–3 |
| Valencia C. F.            | 4–0 | 1–0 | 2–2 | 0–4 | 3–0 | 1–3 | 3–3 | 3–1 | 0–0 | 2–2 | 2–1 | 3–1 | 0–3 | 0–0 | 1–1 | 1–0 | 3–2 | —   | 5–1 | 3–0 |
| Real Valladolid           | 1–0 | 1–1 | 1–1 | 1–3 | 0–0 | 0–0 | 0–2 | 2–0 | 2–1 | 0–0 | 0–3 | 1–3 | 0–0 | 0–0 | 2–2 | 0–1 | 2–0 | 1–1 | —   | 0–0 |
| Real Zaragoza             | 1–1 | 1–0 | 2–1 | 6–3 | 4–1 | 0–1 | 1–1 | 1–1 | 2–1 | 2–1 | 2–0 | 4–1 | 4–1 | 3–0 | 1–2 | 3–0 | 6–2 | 1–0 | 2–0 | —   |

## Máximos goleadores (Trofeo Pichichi)
En su debut en España el brasileño Romário se consagró como uno de los mejores futbolistas del mundo. El jugador del F. C. Barcelona, autor de algunos de los goles más espectaculares del campeonato, ganó el Trofeo Pichichi con treinta goles, la cifra que prometió antes de iniciarse la temporada.
| Pos. | Jugador           | Equipo              | Goles | Partidos | Penal. |
| ---- | ----------------- | ------------------- | ----- | -------- | ------ |
| 1.º  | Romário           | F.C. Barcelona      | 30    | 33       | 0      |
| 2.º  | Davor Šuker       | Sevilla FC          | 24    | 34       | 5      |
| 3.º  | Meho Kodro        | Real Sociedad       | 23    | 34       | 6      |
| 4.º  | Carlos Muñoz      | Real Oviedo         | 20    | 34       | 2      |
| 5.º  | Julen Guerrero    | Athletic Club       | 18    | 36       | 1      |
| 6.º  | Cuco Ziganda      | Athletic Club       | 17    | 35       | 0      |
| 7.º  | Bebeto            | Deportivo La Coruña | 16    | 34       | 0      |
|      | Hugo Sánchez      | Rayo Vallecano      | 16    | 29       | 5      |
|      | Predrag Mijatović | Valencia CF         | 16    | 35       | 6      |
|      | Hristo Stoichkov  | F. C. Barcelona     | 16    | 34       | 1      |
|      | Oleg Salenko      | CD Logroñés         | 16    | 31       | 3      |

## Otros premios

### Trofeo Zamora
Francisco Liaño logró por segundo año el Trofeo Zamora de Marca al portero menos goleado del campeonato. Esta vez lo hizo en solitario y con el mejor promedio de la historia: 0,47 goles por partido. La solidez defensiva del Deportivo de La Coruña volvió a ser clave para que los gallegos acariciaran, por segundo año, el título de liga. 

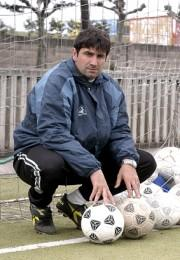
El portero del Racing, Ceballos, quedó por detrás del inalcanzable Zamora, Paco Liaño.

Para optar al Trofeo Zamora fue necesario disputar 60 minutos en, como mínimo, 28 partidos.
| Pos. | Jugador             | Equipo              | Goles | Partidos | Promedio |
| ---- | ------------------- | ------------------- | ----- | -------- | -------- |
| 1.º  | Francisco Liaño     | Deportivo La Coruña | 18    | 38       | 0,47     |
| 2.º  | José María Ceballos | Racing de Santander | 39    | 36       | 1,08     |
| 3.º  | Andoni Zubizarreta  | F. C. Barcelona     | 37    | 33       | 1,12     |
| 4.º  | Juan Carlos Unzué   | Sevilla FC          | 42    | 36       | 1,17     |
| 5.º  | Alberto López       | Real Sociedad       | 40    | 34       | 1,18     |
| 6.º  | Francisco Buyo      | Real Madrid         | 47    | 38       | 1,24     |
|      | Juan José Valencia  | Athletic Club       | 46    | 37       | 1,24     |
| 8.º  | Mauro Ravnić        | UE Lleida           | 46    | 36       | 1,28     |
| 9.º  | Santiago Cañizares  | Celta de Vigo       | 51    | 38       | 1,34     |
|      | José Manuel Sempere | Valencia CF         | 39    | 29       | 1,34     |

### Trofeo Guruceta
El Diario Marca entregó esta temporada a Antonio Jesús López Nieto el primero de los cinco Trofeos Guruceta que ganó el colegiado malagueño a lo largo de su carrera.
| Pos. | Árbitro (colegio)         | Puntos | Partidos | Cociente |
| ---- | ------------------------- | ------ | -------- | -------- |
| 1.º  | Antonio Jesús López Nieto | 27     | 19       | 1,42     |
| 2.º  | Joaquín Urío Velázquez    | 24     | 10       | 1,20     |
| 3.º  | Manuel Díaz Vega          | 25     | 21       | 1,19     |

### Trofeo EFE
El brasileño Romário coleccionó títulos en 1994. Antes de ser consagrado por la FIFA como mejor futbolista del mundo, recibió el Trofeo EFE como mejor jugador iberoamericano la liga española.
| Pos | Jugador          | Equipo              | Puntos |
| --- | ---------------- | ------------------- | ------ |
| 1.º | Romário          | FC Barcelona        | 201    |
| 2.º | Donato           | Deportivo La Coruña | 195    |
| 3.º | Fernando Cáceres | Real Zaragoza       | 194    |

### Premios Don Balón
- Mejor equipo:  F. C. Barcelona
- Mejor jugador español:  Julen Guerrero (Athletic Club)
- Mejor jugador extranjero:  Romário (F. C. Barcelona)
- Mejor pasador:  Fran (Deportivo de La Coruña)
- Mejor veterano: Juan Antonio Larrañaga (Real Sociedad)
- Jugador revelación: Sergi Barjuán (F. C. Barcelona)
- Mejor mundialista: José Luis P. Caminero (Atlético de Madrid)
- Mejor entrenador: Víctor Fernández (Real Zaragoza)
- Mejor árbitro: Antonio Jesús López Nieto